# Tsumura Hideo

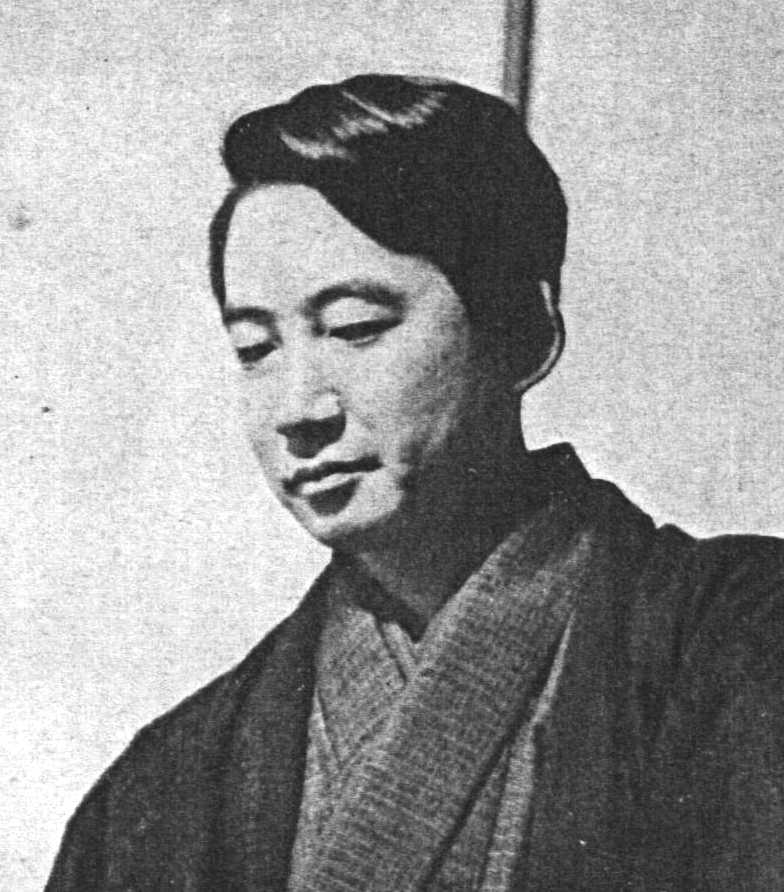
Tsumura Hideo

Tsumura Hideo (jap. 津村 秀夫; * 15. Mai 1907 in Kōbe; † 12. August 1985) war ein japanischer Filmkritiker. Hideos jüngerer Bruder ist der Dichter Tsumura Nobuo (1909–1944), sein Sohn Tsumura Takashi (* 1943) ist Schauspieler.

## Leben
Tsumura stammt aus Kōbe in der Präfektur Hyōgo. Nach seinem Abschluss an der Universität Tōkyō arbeitete er als Filmkritiker bei der Tageszeitung Asahi Shimbun, wo er unter dem Pseudonym Q eine Kolumne schrieb.

## Werke
- 1939–40 Eiga to hihyō (映画と批評)
- 1943 Eiga seisaku-ron (映画政策論)
- 1941–43 Eiga to kanshō (映画と鑑賞)
- 1944 Eigasen (映画戦)
- 1946 Seishun no kaisō (青春の回想)
- 1949–51 Atarashii eigabi (新しい映画美)
- 1950 Konnichi no eiga (今日の映画)
- 1951 Eigabi no ajiwaikata (映画美の味はひ方)
- 1953 Eiga to jinsei (映画と人生)
- 1954 Watashi no eiga henreki (私の映画遍歴)
- 1955 Eiga to ningenzō (映画と人間像)
- 1958 Mizoguchi Kenji to iu onoko (溝口健二というおのこ)
- 1966 Eigabi o motomete (映画美を求めて)
- 1969–74 Sekai eiga no sakka to sakufū (世界映画の作家と作風)  1–2
- 1977 Fumetsu no eigabi o kyō ni saguru (不滅の映画美を今日にさぐる)
- 1984 Tōku no shima kara kita tegami (遠くの島から来た手紙)